# Toninho Cerezo
Toninho Cerezo (n. 21 aprilie 1955, Belo Horizonte, Minas Gerais, Brazilia) este un fost fotbalist brazilian.
În cariera sa, Cerezo a evoluat la Atlético Mineiro, Roma și Sampdoria. Între 1977 și 1985, Cerezo a jucat 57 de meciuri și a marcat 5 goluri pentru echipa națională a Braziliei. Cerezo a jucat pentru naționala Braziliei la două Campionate Mondiale: în 1978 și 1982.

## Statistici
| Brazilia | Brazilia | Brazilia |
| An       | Meciuri  | Goluri   |
| -------- | -------- | -------- |
| 1977     | 11       | 2        |
| 1978     | 11       | 0        |
| 1979     | 2        | 0        |
| 1980     | 6        | 1        |
| 1981     | 13       | 2        |
| 1982     | 9        | 0        |
| 1983     | 0        | 0        |
| 1984     | 0        | 0        |
| 1985     | 5        | 0        |
| Total    | 57       | 5        |